# Cyperus difformis
La juncia de agua (Cyperus difformis) es una planta de la familia Cyperaceae. En Filipinas se llama tiquio o titio.

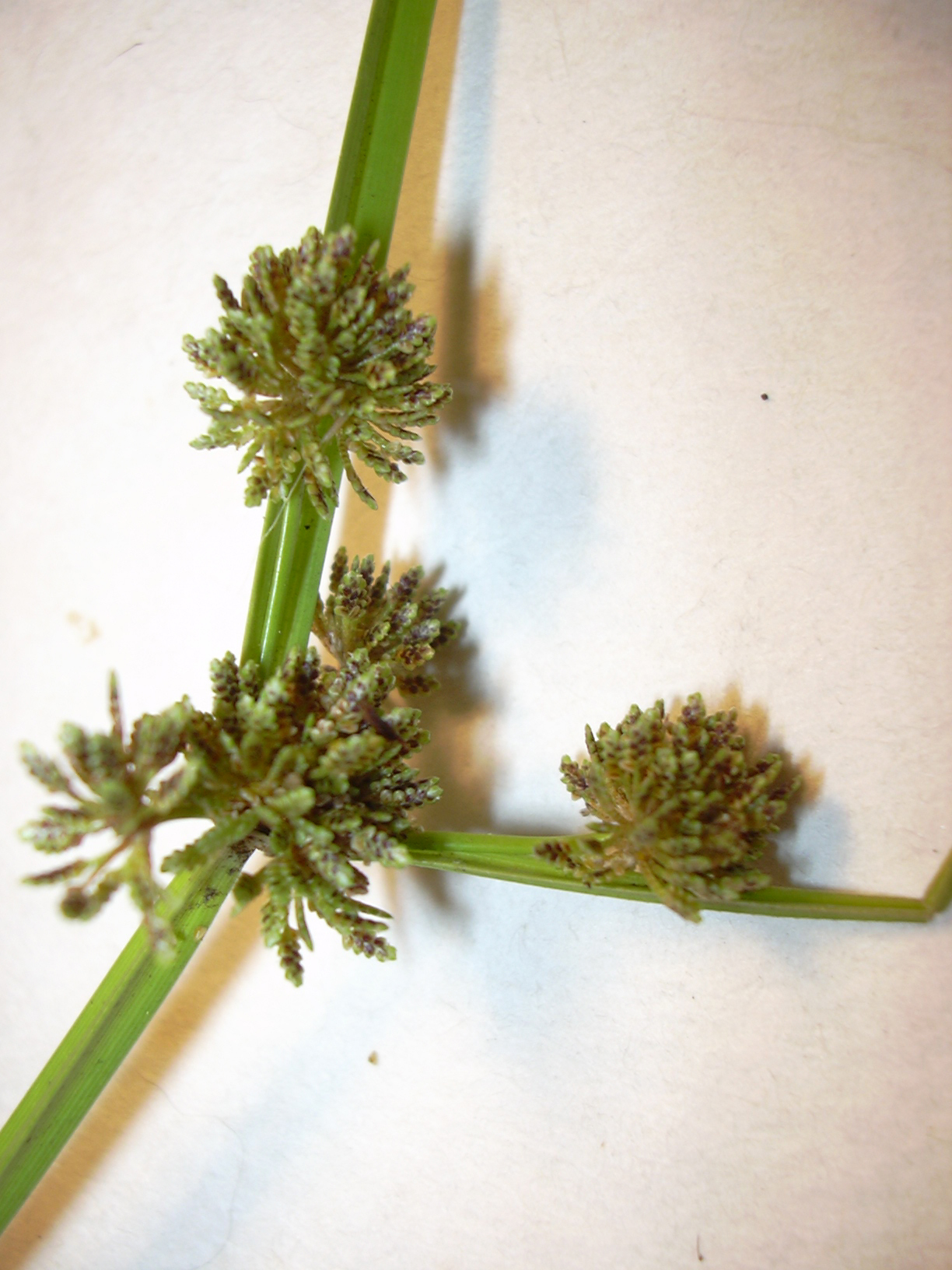
Detalle de la planta

## Descripción
Es un planta anual de 2 a 6 dm de altura. El tallo es trígono, hojas bien desarrolladas. Tiene una inflorescencia en umbela con las espiguillas en glomérulos. Presenta glumas obovadas a suborbiculares, de hasta 2 mm de ancho, pardas, con la quilla más clara. Su forma biológica es un terófito. Gusta de suelos encharcados de arrozales. Es una maleza de los arrozales.

## Distribución y hábitat
Es una sp. introducida mediterránea; en la península ibérica: en los arrozales de Navarra.

## Taxonomía
Cyperus difformis fue descrita por Carlos Linneo   y publicado en Centuria II. Plantarum... 2: 6. 1756
Etimología
Ver: Cyperus
difformis: epíteto latino que significa "diferentes formas (en comparación con otros en el género)".
Sinonimia
- Cyperus difformis var. breviglobosus Kük.
- Cyperus difformis forma humilis Debeaux
- Cyperus difformis forma maximus C.B.Clarke
- Cyperus difformis var. subdecompositus Kük.
- Cyperus goeringii Steud.
- Cyperus holoschoenoides Jan ex Schult.
- Cyperus lateriflorus Torr.
- Cyperus oryzetorum Steud.
- Cyperus protractus Link
- Cyperus subrotundus Llanos
- Cyperus viridis Willd. ex Kunth[4][5]